# Bromus arrhenatheroides
Bromus arrhenatheroides là một loài thực vật có hoa trong họ Hòa thảo. Loài này được Baker mô tả khoa học đầu tiên năm 1884.